# Brevitrichia tomichi
Brevitrichia tomichi är en tvåvingeart som först beskrevs av Kelsey 1974.  Brevitrichia tomichi ingår i släktet Brevitrichia och familjen fönsterflugor.
Artens utbredningsområde är Kalifornien. Inga underarter finns listade i Catalogue of Life.